# June Wheating
June Wheating (* 1916; † um 1975, geborene June Goodall) war eine englische Badmintonspielerin.

## Karriere
June Goodall startete ihre Karriere in den 1920er Jahren im Bedford and County Badminton Club. In den 1930er Jahren wanderte sie nach Südafrika aus, wo sie mehrere nationale Titel gewann. So war sie 1952 im Mixed und  Damendoppel erfolgreich und ein Jahr später im Dameneinzel und Mixed. In den 1950er Jahren kehrte sie nach England zu ihrem alten Klub zurück.

## Erfolge
| Saison | Veranstaltung                 | Disziplin   | Platz | Name                     |
| ------ | ----------------------------- | ----------- | ----- | ------------------------ |
| 1952   | Südafrikanische Meisterschaft | Mixed       | 1     | K. Brann / June Wheating |
| 1952   | Südafrikanische Meisterschaft | Damendoppel | 1     | June Wheating / D. Moir  |
| 1953   | Südafrikanische Meisterschaft | Dameneinzel | 1     | J. Wheating              |
| 1953   | Südafrikanische Meisterschaft | Mixed       | 1     | K. Brann / June Wheating |